# Hadronyche meridiana
Espèce
Hadronyche meridiana est une espèce d'araignées mygalomorphes de la famille des Atracidae.

## Distribution
Cette espèce est endémique d'Australie. Elle se rencontre sur le versant Ouest de la cordillère australienne au Victoria et dans le Sud de la Nouvelle-Galles du Sud.

## Description
La carapace du mâle décrit par Gray en 2010 mesure 6,92 mm de long sur 6,64 mm et l'abdomen 7,17 mm de long sur 5,23 mm et la carapace de la femelle mesure 7,83 mm de long sur 7,07 mm et l'abdomen 11,02 mm de long sur 7,48 mm.

## Publication originale
- Hogg, 1902 : On some additions to the Australian spiders of the suborder Mygalomorphae. Proceedings of the Zoological Society of London, vol. 1902, no 2, p. 121-142 (texte intégral).